# 星際大戰星球列表

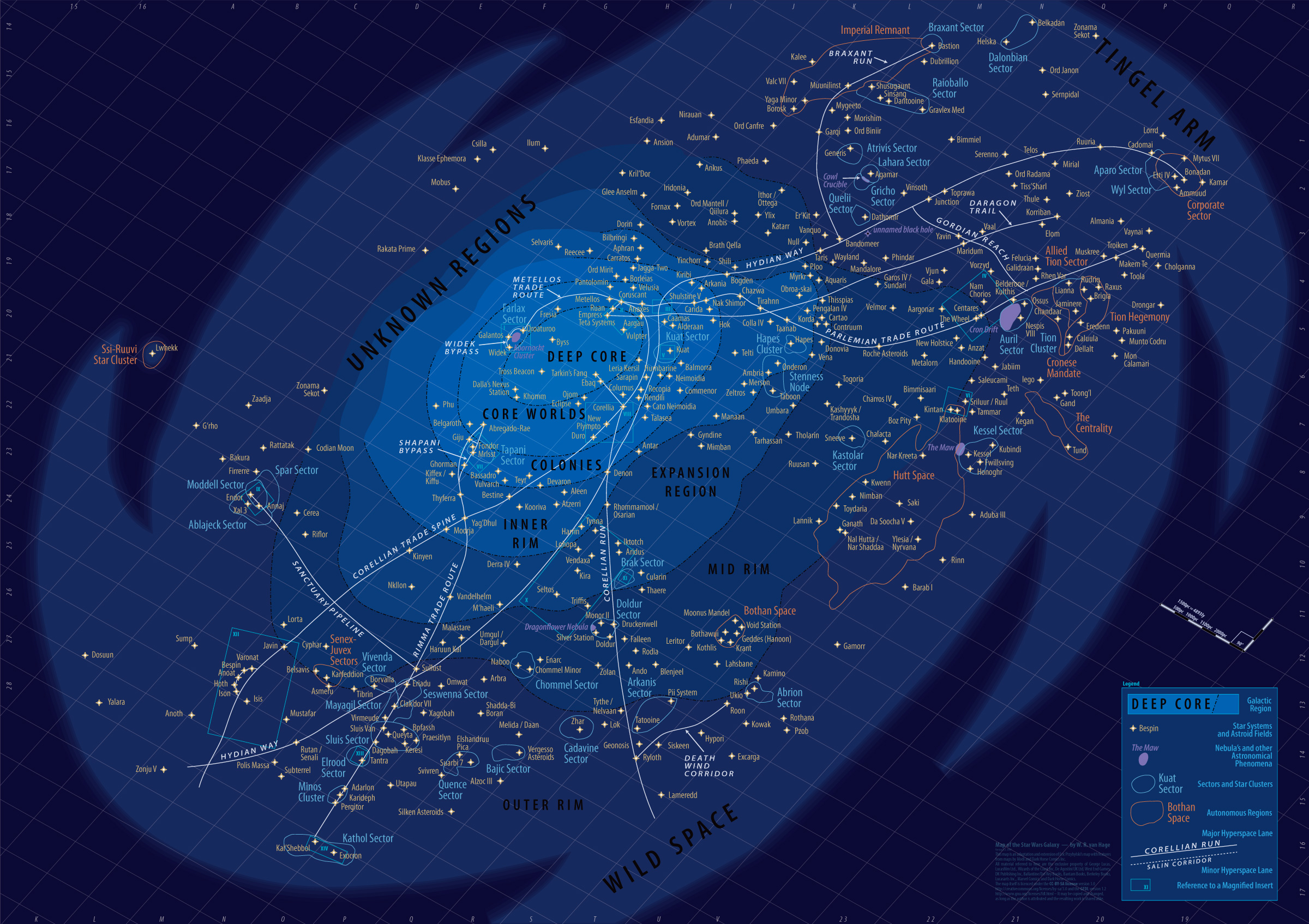
星際大戰星系圖

這一列表列出在星際大戰的虛構世界中出現過的星球，包括行星與衛星。

## A
奧德蘭（Alderaan）
阿克托（Ahch-To）
初代絕地聖殿的所在地，絕地大師卢克·天行者在這隱居
阿圖朗（Atollon）

## B
巴爾摩拉（Balmorra）
貝斯平（Bespin）
在電影第V、VI集中登場，是一個氣體巨星，雲城（Cloud City）漂浮於其色彩絢麗的雲層中。

## C
卡得米姆（Cademimu）
卡斯蒂倫（Castilon）
於星球大戰：抵抗勢力中登場。
卡薩（Cathar）
同名的類貓種族的家園星球，在曼德羅戰爭時期曾被曼德羅人佔領。星球上主要是稀樹草原和多森林的高地。瑞文的戰友絕地武士茱哈妮即生於卡薩。
千瑞拉（Chandrila）
正史中新共和國成立初期的首都。
科瑞利亞（Corellia）
科羅森（Coruscant）
在電影I，II，III與IV集中登場，是星戰星系的文化與政治中心，幾乎所有星系政府的首都星球。在星戰世界的導航系統中，克魯斯根的座標為(0,0,0)，顯示出其星系中心的特殊地位。在星戰媒介中，克魯斯根被描述為一個覆蓋整個星球的巨大都市，其摩天大樓可達數公里之高，人口可達一兆。在傳說線中，在欲戰風入侵後，星球改名為「新欲戰達」（New Yuuzhan'tar），並作為新欲戰風帝國的首都星球，後被星系聯盟收復並改回原名。

## D
達可巴（Dagobah）
絕地大師尤達在絕地大屠殺後隱居的星球，是一顆沼澤星球。首次出現在電影星際大戰五部曲：帝國大反擊中。
丹圖因（Dantooine）
迪卡（D'Qar）
抵抗勢力的基地。
德罗蒙德卡斯（Dromund Kaas）
西斯帝国的首都之一。

## E
艾斯勒斯（Esseles）
安鐸（Endor）
發生在安鐸之月區域的安鐸戰役是銀河由帝國轉變為新共和過程中的關鍵之役。
艾克西格（Exegol）

## F
方鐸（Fondor）
帝國的船廠以及維修廠，在恩多戰役後，白普庭皇帝的最後的命令「灰燼行動」（operation cinder）的實驗用衛星是在這裡準備。

## G
吉諾西斯（Geonosis）
發生在吉諾西斯星球上的基歐諾西斯戰役是複製人戰爭的起始。在银河帝国時期因前分离势力‘吉诺西斯人’有幫忙設計死星和死星起初在基歐諾西斯開始興建，而遭到银河帝国皇帝白卜庭以確保機密用毒氣几乎被屠杀殆尽，幾乎只剩1個居民和1顆女王蛋存活

## H
霍斯（Hoth）
在電影帝國大反擊中登場，是雅汶戰役時代時反抗軍聯盟的一個基地，整個星球由冰雪覆蓋。
霍斯連恩主行星（Hosnian Prime）
新共和國的首都，於星際大戰：原力覺醒中被第一軍團的弒星者基地摧毀。

## I
依魯（Ilum，又稱伊冷星）
是所有年輕絕地學徒製作光劍之地，也是凯伯水晶（Kyber Crystal）的产地之一。年輕小夥子必須爬上伊冷星高聳的冰雪山脈，進入水晶洞窟最深處，才能找到製作光劍的水晶──爬山只是最簡單的起步，水晶洞窟中會有奇異的影像與幻音迷惑來者，這些幻象通常來自於他們過往的傷痛與黑暗，而如果學徒們無法直面這些心靈創傷，他們就無法取得水晶。在絕地被帝國清洗後，由于凯伯水晶也是死星超级激光炮的关键部件之一，因此依冷星遭到了帝国的占领和開採。帝國解體之後，由帝國殘黨建立的第一軍團接手了伊冷星並將其設為主要據點，在該處建立起弒星者基地來對抗新共和國以及抵抗勢力。

## J
Jalindi
杰达（Jedha）
出现在《星際大戰外傳：俠盜一號》中，杰达是凯伯水晶（Kyber Crystal）的产地之一，因光剑和死星都需要它而得到了银河帝国还有反抗軍同盟的重视。
在傳說中甚至是絕地武士團的發源地，因此，对绝地来说，杰达是一个有起源性意义的地方。绝地被帝国清洗后，依然信仰原力的人把杰达视为朝聖圣地。由于凯伯水晶也是死星超级激光炮的关键部件之一，因此杰达遭到了帝国的占领和剥削。杰达的很多居民点都建造在桌山上，城中最高的建築物名為凱伯聖殿（Temple of the Kyber）在聖城中有一個名為威爾守護者（Guardians of the Whills）的武士團體，其殘存的成員以保護聖殿為己任。席魯·英韋就是一名威爾聖殿守護者，而巴茲·梅爾巴斯也與該團體有密切關係。最后，歐森·昆尼克总监为了急于向高级星区总督塔金证明死星已经完工，下令摧毁了杰达圣城。
賈庫（Jakku）
發生在賈庫星球上的贾库战役是銀河內戰的結束。在贾库战役（Battle of Jakku）后，帝国再也无力对新共和国发动大规模战役，被迫与新共和国签署一份条约。
《STAR WARS：原力覺醒》中開始的情节，就在贾库展开。

## K
卡米諾（Karmino）
首次出現於電影星際大戰二部曲：複製人全面進攻。卡米諾人擁有複製人的尖端技術，在複製人戰爭期間為共和國供應複製人士兵。卡米諾星被複製人士兵視為故鄉。
卡須克（Kashyyyk）
出現在電影第III部中，是武技族的家園星球，星球由茂密的森林覆蓋。傳統上武技族居住在森林高處依樹而建的居所中，很少有人膽敢前往地面上的沼澤地。在電影中，西斯大帝滅絕絕地時，絕地大師尤達在武技族的幫助下脫出卡西克並前往克魯斯根大戰西斯大帝。
科瑞班（Korriban）
西斯的墓地星球，在遠古時期曾有一個龐大的西斯學院。流亡的黑暗絕地武士與西斯種族曾在此通婚，並最終同化為一。在《星際大戰：舊共和國》中，從Dromund Kaas回歸的西斯帝國重新佔領了科瑞班，並恢復了西斯學院。
卡利（Kalee）
凱瑟（Kessel）又譯卡塞爾
首次提及於電影星際大戰四部曲：曙光乍現，首次出現於電影星際大戰外傳：韓索羅。是位於凱瑟漩渦內部的行星，也是以香料礦場而聞名的星球。地表宜居，有完整的生態系統。香料礦場位於南半球，由派克人管理。北半球居住著以亞魯巴王（King Yaruba）為首的科舍爾王室。科舍爾在傳說宇宙和正史宇宙里的設定存在巨大的差異：在傳說里，科舍爾是一顆不規則的小行星，本身幾乎沒有大氣層，而是依靠地表的工廠源源不斷地排放可呼吸氣體來維持一個勉強宜居的環境。在科舍爾的地下有香料礦場，由帝國直接管轄。而在正史里，科舍爾是一顆規則的球形行星

## L
勒沙（Lasat）
洛塔（Lothal）
主要出現在星際大戰：反抗軍起義中的星球。

## M
马拉科（Malachor）
主要出現在星際大戰：反抗軍起義中的星球，也是古代絕地與西斯的戰場。
瑪拉科五號（Malachor V）
曼達羅（Mandalore）
主要出現在星際大戰：複製人之戰 (3D動畫影集)中，一個想中立於複製人戰爭之外的星球。是賞金獵人強格·費特成長的星球。
蒙卡拉(Mon Cala)
莫蒂斯（Mortis）
主要出現在星際大戰：複製人之戰 (3D動畫影集)中的星球。
位于宇宙中的一个飘渺虚无的未知神秘区域，居住着超级强大的原力使用者、天神的后裔太一人（The Ones）。
穆斯塔法（Mustafar）

## N
那卜（Naboo）
纳尔赫塔（Nal Hutta）
原名为埃沃卡（Evocar）赫特人移居移民至此星球后改名为纳尔赫塔。
纳沙达（Nar Shaddaa）
纳尔赫塔最大的卫星。

## O
曼特爾（Ord Mantell）

## P
水棲星球達克（Planet Dac）
柏拉古二號（Peragus II）

## Q
魁什（Quesh）

## R
仙月（Rishi moon）

## S
斯卡里夫（Scarif）
是星球大战中的一颗充滿雨林及海洋的星球，出现在《星際大戰外傳：俠盜一號》中，斯卡里夫是帝國的重要基地之一，有許多的帝國機密檔案都集中在此基地，最后，因斯卡里夫戰役的爆發，該基地被塔金下令摧毁。

## T
塔可達納（Takodana）
塔里斯（Taris）
塔圖因（Tatooine）
泰桑（Tython）

## U
尤塔帕（Utapau）
昂巴拉（Umbara）
昂巴拉由于其太阳的光线从未到达其地表而被称为“影之世界”，永远笼罩在黑暗之中。原本属于银河共和国成员，由参议员密·迪奇在参议院中代表。在克隆人战争中，本土种族与分裂势力结盟，把他们极端先进的科技献给分離主義聯盟。

## V
沃斯（Voss）

## Y
雅汶四号（Yavin IV）
欲戰達（Yuuzhan'tar）